# Stefaniella
Stefaniella is een muggengeslacht uit de familie van de galmuggen (Cecidomyiidae).

## Soorten
- S. atriplicis Kieffer, 1898
- S. brevipalpis Kieffer, 1898
- S. cecconii Kieffer, 1909
- S. trinacriae Stefani, 1900